# 大卡列尼奇
50°4′26″N 27°19′6″E / 50.07389°N 27.31833°E
大卡列尼奇（烏克蘭語：Великі Каленичі），是烏克蘭西部的村莊，隸屬赫梅利尼茨基州的舍佩蒂夫卡區。該村始建於1615年，面積0.902平方公里，2001年人口316，人口密度每平方公里350.33人。